# Логичка капија
Логичко коло је електронски склоп састављен од прекидачких елемената и има бар један улаз и бар један излаз. Оваква кола се користе за обављање рачуна у Буловој алгебри. Логичка кола се могу конструисати од вентила, релеја, диода или оптичких елемената. Никола Тесла је први затражио патенте за електромеханичко И (AND) логичко коло 1899. године. Клод Шенон (Claude E. Shannon) је увео коришћење Булове алгебре у анализи и дизајну прекидачких кола 1937. године. Волтер Бот (Walther Bothe), проналазач тзв. подударних кола, поделио је Нобелову награду за физику 1954. године, за прво електрично И коло направљено 1924. године.

## Прекидачка кола
Електронска прекидачка кола су практичне реализације апстрактних буловских идеја.
Први корак у разумевању практичног кола је успостављање везе између апстрактних концепата '1' и '0' (нула — или било које име дато за ова два стања) и како су приказани у реалном, аналогном, колу. Они су обично представљени као различити напони, мада су понекад представљени различитим јачинама струја као у примеру ниже.
Референтна тачка за напон мора бити одређена унапред, најчешће је то уземљење мада се у неким случајевима користи разлика напона. У случају уземљења, на пример, распони дозвољених напона се морају унапред знати. У RS-232 стандарду на пример, ови распони су од -15 до -3 V (логичко '1'), и од +3 до +15 V (логичка '0').
Након овога, мора се одредити тзв. 'логички поларитет'. На пример, при интерпретирању значења општеприхваћена је позитивна логика, где је највиши напон придружен логичкој јединици (1). Транзистор-транзистор логика користи логику према оваквом договору. Са друге стране, раније споменут RS-232 стандард користи тзв. 'негативну' логику.

## Реализација логичких кола
Логичка кола се могу конструисати од релеја и прекидача. Мада је полупроводничка електронска логика присутна у већини примена, релеји и прекидачи се још увек користе у неким индустријским применама и у наставне сврхе. У овом чланку, различити типови логичких кола су илустровани са цртежима њихових релејских и прекидачких имплементација, мада треба имати на уму да су они електрично гледано другачији од њихових полупроводничких еквивалената о којима ће се касније расправљати.
Три основна типа логичких кола реализују три основне логичке функције, а то су И (AND), ИЛИ (OR) и НЕ (NOT) коло. Са овим колима је могуће конструисати друге логичке функције, као што су НИ (NAND), НИЛИ (NOR), ЕКСИЛИ (XOR) и НЕКСИЛИ (XNOR). Ова кола не изгледају логичан избор, али се због једноставније конструкције сложених логичких израза баш нека од њих често користе. Управо је НИ коло најједноставније за реализацију, односно са тим колом се конструишу логички склопови који садрже најмање транзистора и самим тим су најмање површине полупроводничке плочице силицијума. Успут, помоћу НИ кола је могуће конструисати НЕ коло, па и И коло, а применом Де Морганових правила и ИЛИ коло. Дакле сва сложена логичка кола (логички изрази) се могу реализовати применом само једног, НИ основног кола (основне функције). Такав начин обезбеђује униформност и једноставност логичког пројектовања, а програмабилна логичка поља (ПЛА) су баш тако реализована.

### И коло
Први пример је И коло, која реализује логичку функцију чија је таблица истинитости приказана на десној страни.
| УЛАЗ | УЛАЗ | ИЗЛАЗ |
| ---- | ---- | ----- |
| A    | B    | A И B |
| 0    | 0    | 0     |
| 1    | 0    | 0     |
| 0    | 1    | 0     |
| 1    | 1    | 1     |

Буловска И функција се може имплементирати са два редно везана прекидача, A и B, као што је приказано на слици лево. Да би коло проводило струју истовремено оба прекидача (A и B) морају бити укључена.

### ИЛИ коло
Следеће важно коло је ИЛИ коло које реализује логичку функцију дату следећом таблицом истинитости.
| УЛАЗ | УЛАЗ | ИЗЛАЗ   |
| ---- | ---- | ------- |
| A    | B    | A ИЛИ B |
| 0    | 0    | 0       |
| 1    | 0    | 1       |
| 0    | 1    | 1       |
| 1    | 1    | 1       |

ИЛИ коло је реализовано са два прекидача која су у паралелној вези тако да се проводност обезбеђује ако је макар један од прекидача A или B укључен.

## Табела логичких операција
- Разне логичке операције са једним или два улаза су приказане у табели

| УЛАЗ | УЛАЗ | ИЗЛАЗ |
| A    | B    | A И B |
| 0    | 0    | 0     |
| 0    | 1    | 0     |
| 1    | 0    | 0     |
| 1    | 1    | 1     |

| УЛАЗ | УЛАЗ | ИЗЛАЗ   |
| A    | B    | A ИЛИ B |
| 0    | 0    | 0       |
| 0    | 1    | 1       |
| 1    | 0    | 1       |
| 1    | 1    | 1       |

| УЛАЗ | ИЗЛАЗ |
| A    | НЕ A  |
| 0    | 1     |
| 1    | 0     |

| УЛАЗ | УЛАЗ | ИЗЛАЗ  |
| A    | B    | A НИ B |
| 0    | 0    | 1      |
| 0    | 1    | 1      |
| 1    | 0    | 1      |
| 1    | 1    | 0      |

| УЛАЗ | УЛАЗ | ИЗЛАЗ    |
| A    | B    | A НИЛИ B |
| 0    | 0    | 1        |
| 0    | 1    | 0        |
| 1    | 0    | 0        |
| 1    | 1    | 0        |

| УЛАЗ | УЛАЗ | ИЗЛАЗ      |
| A    | B    | A ЕКСИЛИ B |
| 0    | 0    | 0          |
| 0    | 1    | 1          |
| 1    | 0    | 1          |
| 1    | 1    | 0          |

| УЛАЗ | УЛАЗ | ИЗЛАЗ       |
| A    | B    | A ЕКСНИЛИ B |
| 0    | 0    | 1           |
| 0    | 1    | 0           |
| 1    | 0    | 0           |
| 1    | 1    | 1           |